# Isfahan (Verwaltungsbezirk)
Isfahan (persisch شهرستان اصفهان) ist ein Schahrestan in der Provinz Isfahan im Iran. Er enthält die Stadt Isfahan, welche die Hauptstadt des Kreises ist.

## Demografie
Bei der Volkszählung 2016 betrug die Einwohnerzahl des Kreises 2.243.249. Die Alphabetisierung lag bei 91,4 Prozent der Bevölkerung. Knapp 94 Prozent der Bevölkerung lebten in urbanen Regionen.
| Zensusjahr | Einwohnerzahl |
| ---------- | ------------- |
| 2006       | 1.986.542     |
| 2011       | 2.174.172     |
| 2016       | 2.243.249     |